# Portrait d'un jeune homme (Raphaël, 1515-1519)
Pour les articles homonymes, voir Portrait de jeune homme.
Le Portrait d'un jeune homme est une peinture à l'huile sur bois (43,8 × 99 cm), datant de 1515-1519 environ, du peintre Raphaël, conservée au Musée Thyssen-Bornemisza de Madrid.

## Contexte
L'identité du personnage représenté est inconnu.
Ce travail est typique des dernières années de Raphaël, pendant lesquelles le degré de participation de l'artiste  à l'exécution des œuvres est très controversée.
En effet, pendant cette période l'artiste surchargé de commandes laissa la réalisation d'un grand nombre d'œuvres, en tout ou en partie, à ses assistants d'atelier, en particulier Giovan Francesco Penni et Giulio Romano.

## Description
Le personnage est représenté  en buste sans les bras visibles (à l'antique) sur un fond clair portant l'ombre de la tête à droite ; il est orienté de trois-quarts vers la gauche du tableau, et regarde le spectateur par un regard en biais. Il possède une chevelure abondante et bouclée couvrant ses oreilles et encadrant le visage aux traits fins avec un menton marqué par une fossette. Il est habillé d'une fine chemise de couleur brun clair avec un col blanc en crêpe et un nœud sur l'épaule droite.

## Analyse
L'artiste joue des effets de lumière pour la mise en valeur du visage et de la base du cou.